# Болотный (приток Берёзовки)
Болотный — река (ручей) в России, течёт по территории Приуральского сельского поселения муниципального района «Печора» и городского округа «Вуктыл» на востоке Республики Коми. Устье реки находится в 8 км по правому берегу реки Берёзовка.
Длина реки составляет 12 км, площадь водосборного бассейна — 32,45 км².
Исток берёт в болотах у южной границы Приуральского сельского поселения, выше 140 м над уровнем моря. Преобладающим направлением течения является юго-запад. Течёт по болотистой лесной местности. Впадает в Берёзовку с правой стороны на высоте ниже 70 м над уровнем моря.

## Данные водного реестра
По данным государственного водного реестра России относится к Двинско-Печорскому бассейновому округу, водохозяйственный участок реки — Печора от водомерного поста у посёлка Шердино до впадения реки Уса, речной подбассейн реки — бассейны притоков Печоры до впадения Усы. Речной бассейн реки — Печора.
Код объекта в государственном водном реестре — 03050100212103000063153.